# Carl Sick (Mediziner)
Carl Christian Sick (* 24. Dezember 1856 in Speyer; † 8. Oktober 1929 in Hamburg) war ein deutscher Chirurg.

## Leben
Sick begann an der Julius-Maximilians-Universität Medizin zu studieren. 1877 wurde er mit Arthur Thost und Johann von Treutlein-Moerdes im Corps Rhenania Würzburg aktiv. Als Inaktiver wechselte er an die Friedrich-Alexander-Universität Erlangen und die Kaiser-Wilhelms-Universität Straßburg. Im Reichsland Elsaß-Lothringen approbiert, forschte er drei Jahre in der Straßburger Anatomie. Mit der dort geschriebenen Dissertation wurde er 1885 zum Dr. med. promoviert. Anschließend ging er an das AAK, das „alte Allgemeine Krankenhaus“ in Hamburg, aus dem das AK St. Georg hervorging. Er arbeitete zunächst in der Augenabteilung und wechselte in die Chirurgie. Unter Max Schede wurde er 1889 Sekundärarzt im Neuen Allgemeinen Krankenhaus Eppendorf. Nachdem er in der Choleraepidemie von 1892 die große Cholerastation geleitet hatte, betraute man ihn mit der Leitung der II. Chirurgischen Station in Eppendorf. Die Chirurgische Klinik mit zwei Oberärzten (= Chefärzten) zu besetzen war notwendig, weil Eppendorf 1895 über 546 chirurgische Betten verfügte und die Patientenversorgung auf zwei Leitende Ärzte verteilt werden konnte. Schedes Nachfolger zu werden gelang Sick nicht; er wurde aber mehrfach für sechs Jahre in seinem Amt bestätigt. Bei Gründung der Universität Hamburg (1919) ernannte ihn der Senat der Freien und Hansestadt Hamburg zum a.o. Professor; zugleich erteilte ihm der Senat den Lehrauftrag des Operationskurses an der Leiche. Nach seiner Eppendorfer Zeit leitete Sick noch die II. Chirurgische Abteilung des AK Barmbek. Wie viele Eppendorfer Chefs engagierte er sich jahrzehntelang im Academischen Club zu Hamburg. Er war Mitglied der Hamburger Freimaurerloge Ferdinand zum Felsen. Mit 72 Jahren erlag er einer chronischen Nephritis.
In seinen Erinnerungen beschreibt Max Nonne Sick als sehr guten Chirurgen, der mit äußerster Vorsicht und mit profunden anatomischen Kenntnissen operierte. Wissenschaftlich kaum aktiv, veröffentlichte Sick einige Arbeiten in den Jahrbüchern der hamburgischen Staatskrankenanstalten.

„Biste bei Kimmel, kommst in ’n Himmel. Biste bei Sick, haste Glick.“

## Ehrungen
Mit seinem Corpsbruder Robert Rieder Pascha weilte Sick ab 1899 wiederholt in Konstantinopel. Für die Verdienste um den Aufbau des türkischen Gesundheitswesens ehrte ihn die türkische Regierung mit der Ehrendoktorwürde. Er wurde 1908 zum Königlich Bayerischen Hofrat ernannt und erhielt 1913 den Titel Professor. Zum 25-jährigen Dienstjubiläum in Eppendorf (1918) erhielt er den Eisernen Abschlag des Portugalesers.